# Preludios, Op. 23 (Rajmáninov)
Los Diez preludios, Op. 23, es una serie de diez preludios para piano solo, compuestos por Sergéi Rajmáninov en 1901. Esta serie incluye el famoso Preludio en sol menor.

## Composición

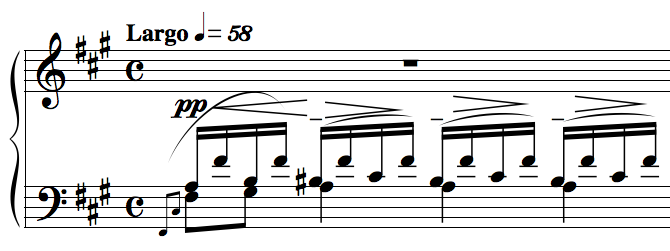
N.º 1.

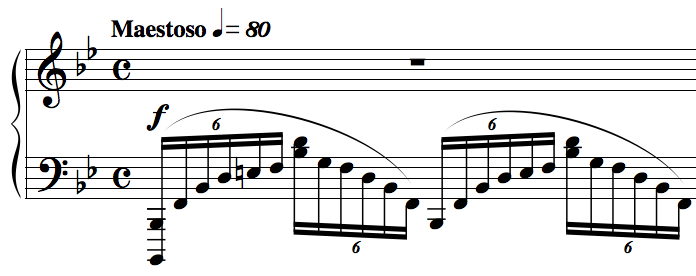
N.º 2.

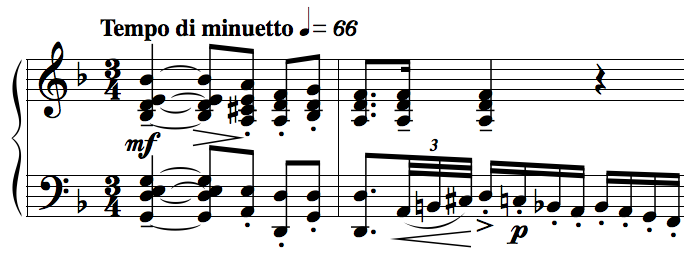
N.º 3.

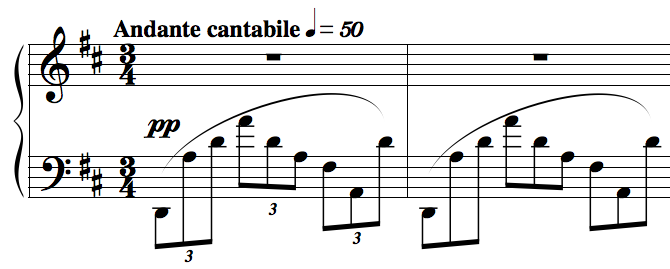
N.º 4.

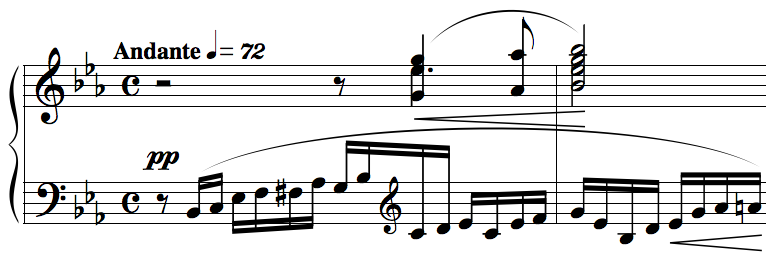
N.º 6.

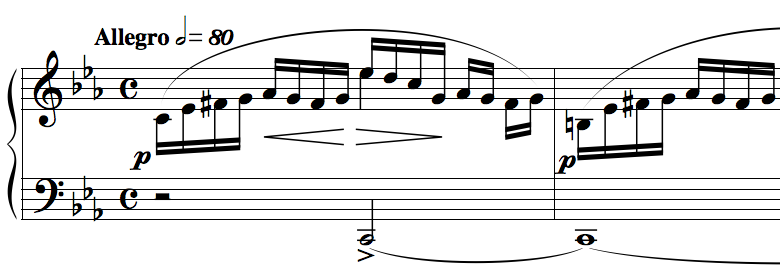
N.º 7.

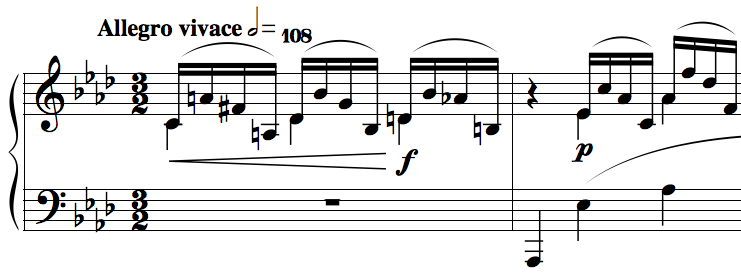
N.º 8.

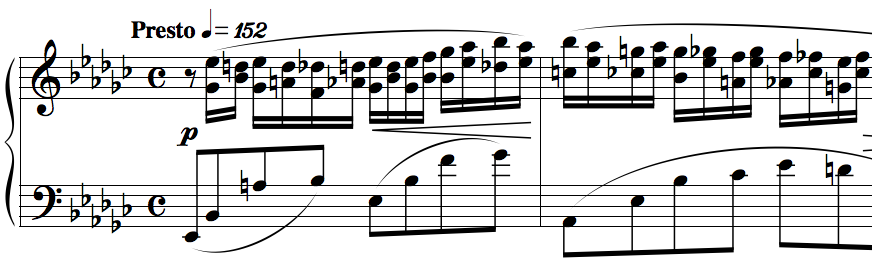
N.º 9.

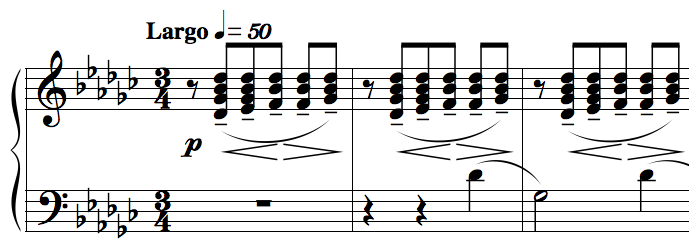
N.º 10.

La Op. 23 se compone de diez preludios, cuya duración es de dos a cinco minutos. Son los siguientes:
- N.º 1 en fa sostenido menor (Largo)
- N.º 2 en si bemol mayor (Maestoso)
- N.º 3 en re menor (Tempo di minuetto)
- N.º 4 en re mayor (Adagio)
- N.º 5 en sol menor (Alla marcia)
- N.º 6 en mi bemol mayor (Andante)
- N.º 7 en do menor (Allegro)
- N.º 8 en la bemol mayor (Allegro vivace)
- N.º 9 en mi bemol menor (Presto)
- N.º 10 en sol bemol mayor (Largo)

Los preludios fueron completados tras la boda de Rajmáninov con Natalia Satin; estrenó los N.º 1, 2, y 5 el febrero de 1903 y completo los siete restantes a partir de entonces. Ciertas características de la serie, tales como la recurrencia al movimiento desde un tono al próximo adyacente, acordes en común entre preludios adyacentes y la relación entre el primer y el último preludio (ambos marcados Largo, siendo el último el relativo mayor del primero) sugieren que las obras podrían ser tocadas seguidas como una serie.